# Bitva u Malagy
Bitva u Malagy (24. srpna 1704) byla námořním střetnutím v rámci války o španělské dědictví u jižních břehů Španělska poblíž Malagy, respektive u sousedního nedalekého přístavu Vélez-Málaga. V bitvě se utkala loďstva Francie na straně jedné a Anglie a Nizozemí na straně druhé. Do boje bylo zapojeno celkem 160 lodí a bezmála 50 000 námořníků, šlo o jednu z největších námořních bitev války o španělské dědictví. U Malagy byla poprvé použita taktika tzv. liniového boje, která spočívala v postavení lodí v řadě za sebou a dělostřeleckém boji mezi jednotlivými plavidly. Tento způsob byl v námořních válkách užíván až do 19. století. Vrchním velitelem francouzského loďstva byl nemanželský syn Ludvíka XIV. hrabě de Toulouse, anglické loďstvo vedl admirál George Rooke. Vzhledem k bezprostřednímu výsledku bitvy si vítězství připsala Francie, ale ani v následujících letech se jí nepodařilo dobýt zpět Gibraltar, který krátce předtím obsadili Angličané. Z hlediska dlouhodobého mezinárodně-politického kontextu tak nakonec uspěla Velká Británie, která Gibraltar ovládla natrvalo.

## Předehra

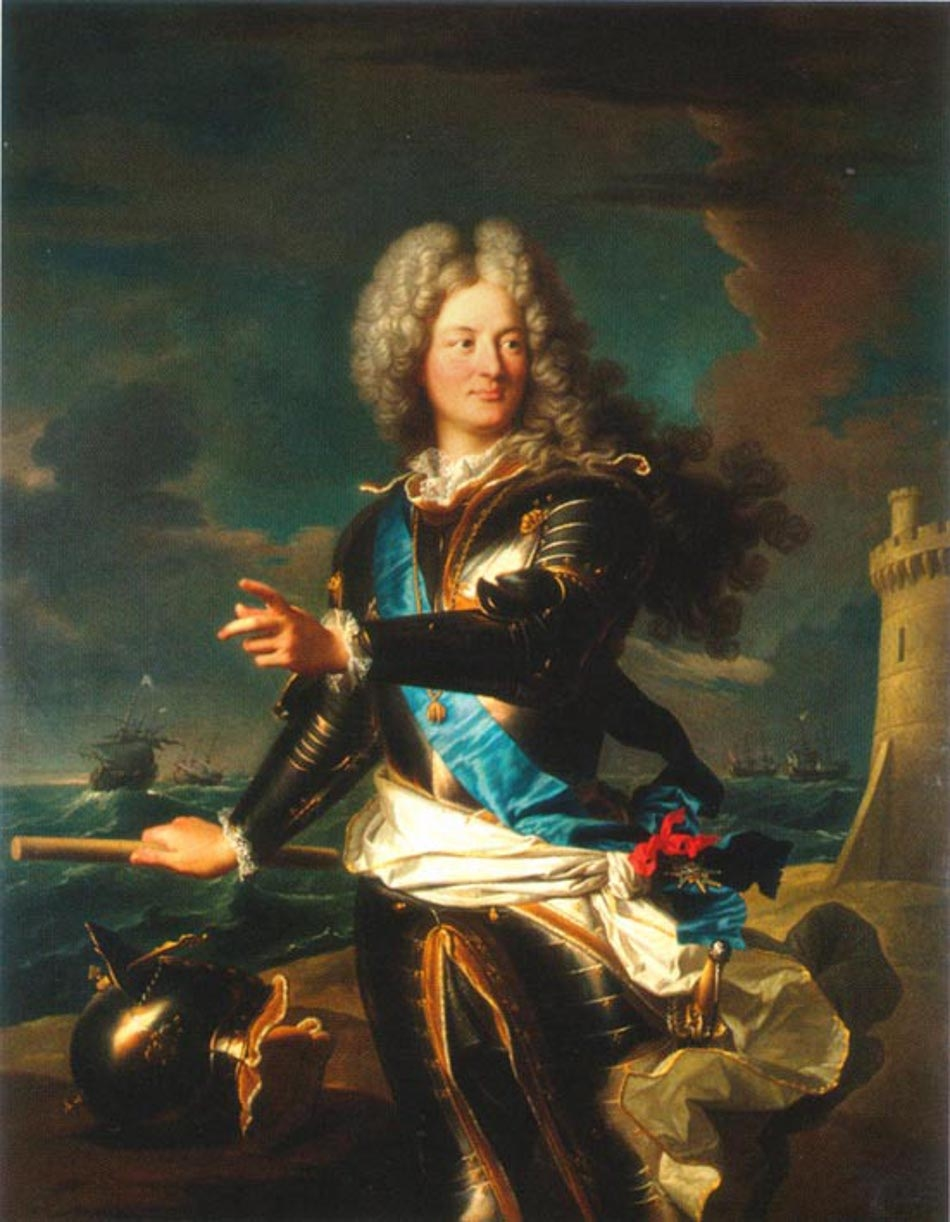
Levoboček Ludvíka XIV., admirál hrabě de Toulouse (1678–1737), vrchní velitel francouzského loďstva v bitvě u Malagy (Hyacinthe Rigaud, 1708)

I když ohnisko války o španělské dědictví zůstávalo v roce 1704 především v Itálii a ve střední Evropě, kde spojenci dosáhli významného vítězství u Blenheimu, druhé centrum vojenských operací na moři i na souši vzniklo na Pyrenejském poloostrově. Souviselo to s vyloděním rakouského arcivévody Karla v Lisabonu, odkud měl jako dědic španělského trůnu zahájit tažení do Španělska. Do Portugalska (které se díky Methuenově smlouvě stalo v roce 1703 součástí protifrancouzské koalice) jej přepravil anglický admirál George Rooke, který na zpáteční cestě zaútočil na Barcelonu a chystal se odplout k italským břehům. Jeho plány změnily informace o přítomnosti velké francouzské flotily v Toulonu a vrátil se zpět k portugalským břehům. Začátkem srpna 1704 celkem bez problémů obsadil Gibraltar. Velitelem vojenského výsadku byl císařský polní maršál Jiří Hesensko-Darmstadtský (1669–1705), který plánoval Gibraltar převzít jménem arcivévody Karla, ale admirál Rooke podle instrukcí z Londýna zabral přístav jménem Anglie.
Gibraltar byl stěžejním strategickým bodem mezi Středomořím a Atlantikem a jeho obsazení Angličany nemohly Francie a Španělsko nechat bez odezvy. Ludvík XIV. si ale byl vědom malé připravenosti svého námořnictva, navíc vždy upřednostňoval pozemní armádu a s plánem velké námořní bitvy souhlasil jen nerad. Francie tehdy šla do velkého rizika, protože proti Angličanům nasadila prakticky veškerou svou námořní sílu, zatímco admirál Rooke disponoval zhruba jen třetinou anglického královského loďstva. Formálním vrchním velitelem francouzského loďstva byl jmenován nemanželský syn Ludvíka XIV. admirál hrabě z Toulouse. Fakticky ale bojové operace řídil jeho mentor vévoda d'Estrées, který byl zkušeným účastníkem námořních i pozemních válek.

## Průběh bitvy

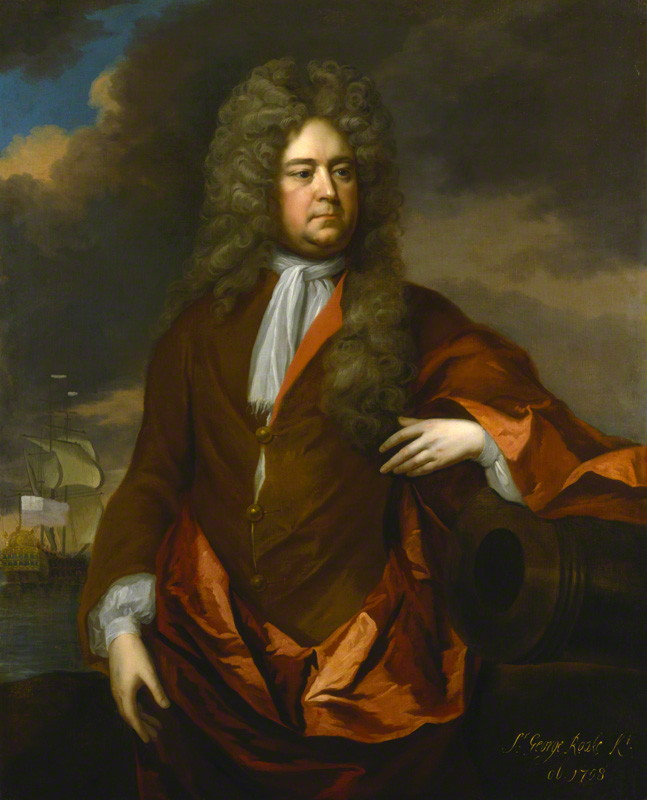
Admirál Sir George Rooke (1650–1709), vrchní velitel anglického loďstva v bitvě u Málagy (Michael Dahl, Národní portrétní galerie (Londýn)

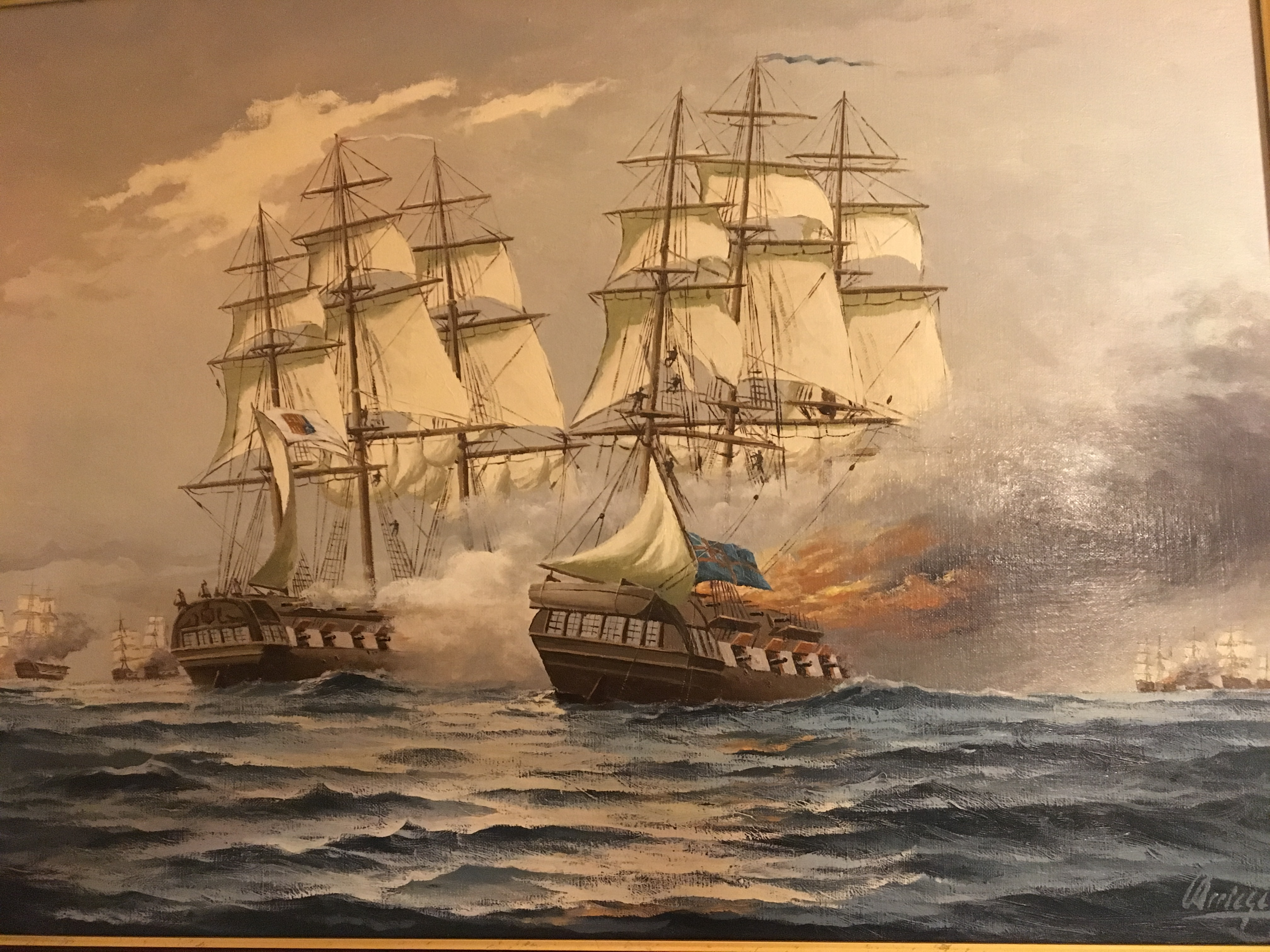
Bitva u Malagy (1998, soukromá sbírka)

V polovině srpna 1704 se obě loďstva k sobě přiblížila a hrabě Toulouse připlul do přístavu Vélez-Málaga nedaleko od Malagy. Zde doplnil zásoby, ale k chystanému útoku na Angličany mu bránil vítr, takže dva dny nemohl z přístavu vyplout. Admirál Rooke se tak ještě stihnul vrátit na Gibraltar, aby doplnil stav námořnictva. Obě loďstva se k sobě znovu dostala na dostřel 23. srpna 1704 a následující den mělo dojít k bitvě. Síly obou bojujících stran byly vyrovnané co se týče počtu lodí, děl i námořníků. Francie vedla do boje 51 řadových lodí, Anglie s Nizozemím jich měli k dispozici 53. Kromě toho obě strany nasadily ještě řadu lodí menšího typu, galéry, fregaty, jachty a zápalné lodě. Celkem se bitvy u Malagy na obou stranách zúčastnilo 160 plavidel různé velikosti. Srovnatelný byl i počet mužstva na obou stranách, Francouzi měli přibližně 24 500 námořníků, Angličané zhruba o dva tisíce méně. Obě loďstva 24. srpna 1704 brzy ráno zaujala tradiční bitevní postavení o třech eskadrách, přední voj – střed – zadní voj. Jádro francouzské flotily vedl hrabě Toulouse s maršálem d'Estrées, předvoji velel veterán námořních válek viceadmirál markýz Philippe de Villette-Mursay (1627–1707), zadní voj dostal na povel generálporučík námořnictva hrabě Joseph Andrault de Langeron (1649–1711). Anglický střed vedl admirál George Rooke spolu s kontradmirálem George Byngem, předvoji veleli admirálové Cloudesley Shovell a John Leake. Zadní voj sestával z nizozemských lodí a jeho velitelem byl admirál Gerard Callenbrugh.
Samotnou bitvu zahájil neplánovaně anglický admirál Cloudesley Shovell, který se jako velitel předvoje díky nepříznivému větru ocitl mimo jádro svého loďstva. Kolem desáté hodiny dopoledne byl obklíčen Francouzi, na pomoc mu ale rychle přispěchal admirál Rooke. Poté došlo ke klasickému střetnutí lodí bok po boku v liniovém postavení a probíhaly dělostřelecké útoky loď proti lodi. Liniová taktika byla v tomto velkém měřítku u Malagy použita poprvé a v námořních bitvách byla užívána až do 19. století. Lodě z řady vybočovaly jen výjimečně, aby uhasily požár nebo opravily poškozené stěžně a pak se znovu zapojily do boje. Co se týče menších plavidel, Francie měla výraznou převahu v počtu galér a fregat. Této výhody ale Francouzi nemohli využít, protože jejich menší lodě se za hlavní linií nacházely proti větru a přes neprůhledný dým z dělostřelecké palby nebylo vůbec vidět. Omezené byly i možnosti manévrování, protože mezi řadovými loděmi byly příliš malé rozestupy. Admirál Rooke se na vlajkové lodi Royal Katherine dostal do přímé palby Toulouseho lodi Foudroyant a musel ustoupit do pozadí. Hrabě Toulouse v bitvě projevil značnou dávku statečnosti a po jeho boku padla řada podřízených důstojníků. Svou vlajkovou loď Graaf Albemarle musel kvůli požáru opustit také anglický spojenec nizozemský admirál Gerald Callenburgh. Bitva trvala přes dvanáct hodin a poslední výstřely zazněly kolem desáté večer.

## Výsledek
Druhý den po bitvě seřadil admirál Rooke své lodě do ukázkového bitevního postavení a vytvořil tak zdání stále bojeschopné flotily. Neměl ale k dispozici už prakticky žádnou munici, protože většinu z ní vyčerpal v předchozím dobývání Gibraltaru. O tom ale Francouzi nevěděli a hrabě Toulouse trval na pokračování bojových akcí. Na noční poradě se však nechal přemluvit svými podřízenými, aby znovu neútočil. Výsledkem byl kompromis, že francouzské loďstvo zaujme bojové postavení, ale jako první útočit nebude. Admirál Rooke nezaútočil, vrátil se na Gibraltar a hrabě Toulouse vydal pokyn ke stažení zpět do Toulonu.
Ztráty na životech byly na straně Anglie a Nizozemí přibližně 3 000 mužů, Francie přišla zhruba o 1 600 námořníků, mezi nimi i řadu důstojníků z vysoké šlechty. Bitva u Malagy byla jedním z mála střetnutí, v němž nebyla zničena ani zajata žádná loď, i když řada plavidel byla poškozena požárem. Pouze nizozemská vlajková loď admirála Callenbrugha Graaf Albemarle musela být kvůli značnému poškození na zpáteční cestě vyhozena do povětří (27. srpna 1704). Hrabě Toulouse se mohl považovat za vítěze bitvy, ale z dlouhodobého hlediska se jednalo o francouzský neúspěch, protože ani v následujícím roce se nepodařilo dobýt Gibraltar. Důležitá námořní základna na Gibraltaru zůstala již trvale ve správě Británie a nic na tom nezměnila ani řada následujících válek.